# Чуя
50°21′15″ пн. ш. 87°15′12″ сх. д. / 50.35417° пн. ш. 87.25333° сх. д.
Чуя — річка в Алтайських горах, права притока Катуні.
Бере початок в болотистій місцевості на західних схилах хребта Чихачева і північних схилах хребта Сайлюгем, об'єднуючись в єдине русло в Чуйському степу. Далі тече Курайським степом і потім в горах, між Північно-Чуйським і Айгулацьким хребтами. Через 281 км від свого витоку впадає в річку Катунь. Площа сточища — 11 200 км².
Річка Чуя протікає територією двох районів Республіки Алтай — Кош-Агацького і Улаганського. Вздовж річки проходить федеральна траса M-52 «Чуйський тракт». На річці Чуя розташовані населені пункти Кош-Агач, Курай, Акташ тощо.